# Егерский марш
Егерский марш (нем. Alter Jägermarsch — Старый Егерский марш, также Sechsenläutemarsch — марш Шестизвонья) — марш Егерского лейб-гвардии полка. Звучал также на Параде Победы 24 июня 1945 года и используется с тех пор на военных парадах, посвящённых Победе в Великой Отечественной войне. Его происхождение точно не установлено. Согласно одним данным, он использовался в русской армии со времён Суворова и попал в Европу во время Заграничного похода русской армии 1813—1814 годов. Согласно другим данным, именно в тот же период попал из Пруссии в Россию.
В Швейцарии является неофициальным гимном города Цюриха и особенно часто исполняется на празднике Шестизвонье.